# Maurizio Teucci
Maurizio Teucci (* 20. Februar 1939 in Florenz) ist ein italienischer Diplomat im Ruhestand.

## Studium
1963 schloss er ein Studium der Rechtswissenschaft an der Universität La Sapienza ab.

## Werdegang
1967 trat er in den auswärtigen Dienst.
Von 1972 bis 1975 war er Konsul in Berlin, von 1975 bis 1977 Gesandtschaftssekretär erster Klasse in Tokio und von 1977 bis 1980 Gesandtschaftsrat in Seoul.
Von 1980 bis 1982 wurde er in der Abteilung Asien und Ozeanien beschäftigt, welche er von 1982 bis 1985 leitete.
Von 1985 bis 1988 war er Generalkonsul in Osaka.
Vom 19. November 1988 bis am 1. September 1992 war er Botschafter in Hanoi.
Von 1992 bis 1994 war er Botschafter in Almaty.
1991 wurde er zum außerordentlichen Gesandten und zum bevollmächtigten Minister zweiter Klasse ernannt.
Von 1994 bis 1996 wurde er in Rom beschäftigt.
Vom 21. Oktober 1997 bis am 30. Oktober 2001 war er Botschafter in Colombo und zeitgleich in Malé (Malediven) als Botschafter akkreditiert.
Vom 26. Oktober 2001 bis 19. Januar 2006 war er Botschafter in Kampala und war zeitgleich in Kigali (Ruanda) und Bujumbura (Burundi) akkreditiert.